# James Dyson (físico)
James Dyson FRS (10 de dezembro de 1914 – 22 de janeiro de 1990) foi um físico britânico.
Dyson trabalhou no Laboratório Nacional de Física. Dyson foi eleito membro da Royal Society em 1968.